# Digimon 02
Digimon 02 (jap. デジモンアドベンチャー０２, Dejimon Adobenchā 02, sprich engl. zero-two), auch bekannt als Digimon Adventure 02, bezeichnet die zweite Anime-Fernsehserie des Digimon-Franchises. Der Anime wurde vom Studio Tōei Animation produziert und in Japan und mehreren anderen Staaten im Fernsehen ausgestrahlt, darunter auch in Deutschland.
Die Serie ist die direkte Fortsetzung zu Digimon und spielt drei Jahre nach den Ereignissen dieser im Jahr 2002. Der Anime lässt sich in die Genre Shōnen, Abenteuer, Action und Science Fiction einordnen. 2015 folgte mit Digimon Adventure tri. eine Fortsetzung.

## Inhalt
Digimon 02 spielt in der gleichen Welt wie die erste Serie und knüpft an deren Handlung an. Bis auf die Charaktere T.K. Takaishi und Kari Yagami kommen die ehemaligen Hauptcharaktere jedoch nur in Nebenrollen vor.

### Technik
Wie in der Vorgängerserie hat jeder der Hauptcharaktere einen Digimon-Partner und ein Digivice. Das Digivice, das die sechs Digiritter der neuen Generation besitzen, trägt den Namen D3-Digivice. Zusätzlich zu den Grundfunktionen des Vorgängermodells besitzt ein D3-Digivice ebenfalls die Fähigkeit, Digitore, welche als Zugang zur digitalen Welt dienen, zu öffnen. Das ursprüngliche Digivice ist nicht in der Lage diese Funktion auszuführen. Sobald ein Digitor einmal geöffnet ist, können Besitzer eines Vorgängermodells aber trotzdem den dimensionalen Spalt durchqueren.
Neben der normalen (進化 Shinka), Ultra- (超進化 Chō Shinka, Super Evolution) und Warp-Digitation (ワープ進化 Wāpu Shinka) aus der Vorgängerserie werden mehrere neue Digitationsarten eingeführt:
Armor-Digitation (アーマー進化 Āmā Shinka, Armor-Evolution)
In dieser antiken Form der Evolution verschmilzt ein Digimon mit einem Digi-Armor-Ei (デジメンタル Dejimentaru, Digimental), welches in einem PDA-ähnlichen Gerät namens Digi-Terminal gelagert wird. Es gibt neun Digi-Armor-Eier, die je eine Charaktereigenschaft des jeweiligen Besitzers repräsentieren.
DNA-Digitation (ジョグレス進化 Joguresu Shinka, Jogress-Evolution)
Die DNA-Digitation ist ein künstliches Entwicklungsverfahren, bei dem sich zwei oder mehrere Digimon zu einem Digimon eines höheren Levels vereinen. In Digimon 02 sind es zwei Champion-Level-Digimon, die sich vereinen, um gemeinsam das Ultra-Level zu erreichen. Diese ist durch Gatomons heiligen Ring möglich, der nach dem Fall des Digimon-Kaisers in Gennais Besitz überging.
Mega-Digitation (究極進化 Kyūkyoku Shinka, Ultimative Evolution)
Bei der Mega-Digitation entwickelt sich ein Ultra-Digimon zu seiner finalen Form.
Moduswechsel (モード・チェンジ Mōdo Chenji)
Ein Moduswechseln ist eigentlich keine wirkliche Digitation, da kein neues Level erreicht wird. Stattdessen wechselt ein Mega-Level-Digimon in einen neuen Modus, in dem es veränderte Fähigkeiten besitzt.

### Vorgeschichte
Nach dem Kampf zwischen Omnimon (オメガモン, Omegamon) und Diaboromon (s. Digimon Adventure: Bokura no War Game!) wurden im Mai 2000 die Digiritter der ersten Serie von Gennai in die digitale Welt zurückgerufen. Um den Frieden in der Digiwelt wiederherzustellen, mussten die Kinder die geheimnisvolle Kraft zum Schutz der Welt befreien, die von den Mächten der Dunkelheit unterdrückt wurde. Indem sie die Energie ihrer Wappen freisetzten, befreiten sie zum einen die digitale Welt von den dunklen Energieströmen und zerstörten zum anderen die Siegel, die die vier heiligen Tiere (四聖獣, Shiseijū) Azulongmon (チンロンモン, Chinronmon, „Qinglongmon“), Zhuqiaomon (スーツェーモン, Sūtsēmon, „Zhuquemon“), Ebonwumon (シェンウーモン, Shen’ūmon, „Xuanwumon“) und Baihumon (バイフーモン, Baifūmon) gefangen hielten. Das hatte jedoch zur Folge, dass die Digimon der Digiritter nicht mehr in der Lage waren, auf das Ultra- oder Mega-Level zu digitieren.
Im August 2000 erschien vor den Jungen Sammy (Osamu) und seinem jüngeren Bruder Ken Ichijōji ein Digivice. Gegen den Willen seines Bruders nahm Ken dieses eines Tages an sich und wurde daraufhin in die digitale Welt gebracht. Dort angelangt, traf er auf Wormmon und Ryo Akiyama. Gemeinsam kämpften sie gegen Milleniummon. Es gelang der Gruppe, das Digimon zu besiegen, doch bevor dieses starb, setzte es die Saat der Finsternis frei. Einer davon drang in den Hals von Ken ein.
Als Sammy kurz darauf von einem Auto überfahren wurde und seinen Verletzungen erlag, war Ken von Gram erfüllt. Er bekam daraufhin eine E-Mail, in der er aufgefordert wurde, in die Digiwelt zu reisen. Durch die Saat der Finsternis in ihm öffnete sich stattdessen aber ein Tor zur Welt der Finsternis. Dort tauchte Ken sein Digivice in das Meer der Dunkelheit ein, woraufhin es sich in ein D3-Digivice verwandelte. Als er anschließend in die reale Welt zurückkehrte, wurde die Saat der Finsternis aktiv und mit der Zeit stiegen sowohl seine körperlichen als auch geistigen Fähigkeiten auf ein außergewöhnlich hohes Niveau. Gleichzeitig nahm aber auch seine Teilnahmslosigkeit gegenüber seinen Eltern und der Gesellschaft gravierend zu, da er alle anderen als minderwertig ansah. Er kehrte in die digitale Welt zurück und begann, diese als Digimon-Kaiser zu erobern. Azulongmon und die anderen heiligen Tiere aktivierten daraufhin die Digi-Armor-Eier, wählten einige Digimon aus, die die alte Kraft der Armor-Digitation in sich trugen, und ließen sie einschlafen. Des Weiteren entwickelten sie drei weitere D3-Digivices, um den finsteren Mächten begegnen zu können, und schickten sie an drei auserwählte Kinder, die im August 1999 und März 2000 mit Digimon in Kontakt gekommen waren.

### Handlung
Diese Handlung der Serie setzt im April 2002 ein. Die Digiwelt wird durch den Digimon-Kaiser bedroht, der versucht, alle Digimon mit Hilfe von schwarzen Türmen und Ringen zu unterwerfen. Der Kaiser behandelt die ihm Untergebenen grausam und begreift die Digimon nicht als lebende Wesen. Deshalb wird eine neue Gruppe von Digirittern, bestehend aus Davis Motomiya, Yolei Inoue und Cody Hida ausgewählt, die gemeinsam mit T.K. Takaishi und Kari Yagami aus der vorherigen Digiritter-Generation gegen ihn kämpft. Die restlichen ehemaligen Digiritter halten sich weitgehend im Hintergrund, haben aber zahlreiche Gastauftritte.
Nachdem die Digiritter den Kaiser mehrmals aus bereits eroberten Gebieten vertreiben konnten, erschafft dieser das künstliche, aus verschiedenen Digimon zusammengesetzte Kimeramon. Dieses ist den Kindern zwar deutlich überlegen, der Digimonkaiser selbst kann es aber auch nicht mehr vollständig kontrollieren. Schließlich schaffen es die Digiritter mit Hilfe eines goldenen Digi-Armor-Eies aber dennoch, Chimeramon und damit den Kaiser zu besiegen. Dabei wird aber auch dessen eigentliches Digimon getötet und er wird sich seiner Taten bewusst. Er reist zur Stadt des ewigen Anfangs und findet dort die Wiedergeburt seines Digimons. Er will Wiedergutmachung für seine Taten leisten und schließt sich nach einiger Zeit den Digirittern an.
Bald jedoch tauchen neue Gegner auf, Arukenimon und Mummymon. Diese nutzen die schwarzen Türme des Digimon-Kaisers, um Digimonklone zu erschaffen, die sie kontrollieren können. Jedoch erschaffen sie dabei auch BlackWarGreymon, das einen eigenen Willen besitzt. BlackWarGreymon hofft, den Sinn seiner Existenz zu finden, wenn es die Heiligen Steine zerstört, die das Gleichgewicht der Welten bewahren. Kurz bevor es die Digiwelt und die reale Welt ins Verderben stürzt, taucht das heilige Tier Azulongmon auf und erklärt BlackWarGreymon, dass es den Sinn seines Lebens nur finden könne, wenn es in sich gehe. BlackWarGreymon zieht sich daraufhin zurück um über Azulongmons Worte nachzudenken.
An Weihnachten 2002 tauchen in der realen Welt auf einmal überall Digimon und schwarze Türme auf, die von Arukenimon und Mummymon geschaffen wurden. Die japanischen Digiritter schließen sich mit den restlichen auf der ganzen Welt zusammen, zerstören die Türme und senden die Digimon zurück in die Digiwelt. Kurz darauf taucht Deemon mit seinen Untertanen LadyDevimon, SkullSatamon und MarineDevimon auf, die die Saat der Finsternis in Kens Hals besitzen wollen. Der Kampf gegen sie stellt dabei eine besonders hohe psychische Belastung für die neuen Digiritter dar, da auch sie nun erstmals echte Digimon töten müssen. Deemon wird schließlich in die Welt der Dunkelheit verbannt.
Es stellt sich heraus, dass Arukenimon und Mummymon von einem Menschen namens Yukio Oikawa geschaffen wurden, der auch Ken so manipuliert hatte, dass dieser zum Digimon-Kaiser wurde. Dieser entführt Ken und überträgt die Saat der Finsternis in ihm auf mehrere andere Kinder. Auf einmal kehrt BlackWarGreymon zurück und versucht, ihn aufzuhalten. Es scheitert und wird tödlich verletzt. Mit letzter Kraft versiegelt es jedoch den Zugang zur Digiwelt in Tokio. Oikawa landet daher beim Versuch, mit den Kindern, die die Saat der Finsternis tragen, in die Digiwelt zu gelangen zusammen mit diesen und den Digirittern in einer unbekannten Parallelwelt.
Es wird enthüllt, dass er eigentlich die ganze Zeit nur verzweifelt versucht hatte, die Digiwelt zu besuchen und dabei vom Geist Myotismons benutzt wurde, das bereits von den Digirittern der vorherigen Generation besiegt wurde. Dieses wird durch die Kraft der Saat der Finsternis in den von Oikawa benutzten Kindern als MaloMyotismon wiedergeboren, dieses vernichtet Arukenimon und Mummymon. Erst als alle Digiritter weltweit die Kraft ihrer Träume und Hoffnungen bündeln, gelingt es ihnen, MaloMyotismon zu besiegen. Der sterbende Oikawa sieht die echte Digiwelt und trifft auf den ursprünglich für ihn bestimmten Digimonpartner. Er erkennt, dass er sich durch die andauernde Trauer und den Zorn über den Tod seines einzigen Kindheits-Freundes, Codys Vater Hiroki Hida, selbst jede Chance auf die Erfüllung seiner Träume verbaut hat. Schließlich opfert er sich, um mit seiner verbleibenden Kraft die durch die Kämpfe zerstörte Digiwelt wiederherzustellen.
Im Epilog wird klar, dass der Erzähler der ersten beiden Serien der erwachsene T.K. ist, der im Jahr 2027 als Schriftsteller ein Buch über seine Kindheit schreibt. In der Zukunft leben Menschen und Digimon miteinander friedlich zusammen. Alle Digiritter haben sich ihre Träume erfüllt und sind in ihren Berufen äußerst erfolgreich. In der letzten Szene sieht man alle ehemaligen Digiritter und ihre Kinder, welche nun wiederum zu neuen Abenteuern aufbrechen.

### Charaktere
Davis Motomiya (本宮 大輔, Motomiya Daisuke)
Der elfjährige Davis ist der Anführer der neuen Generation von Digirittern. Er bewundert seinen Vorgänger Tai und erbt dessen Fliegerbrille, die er mit Stolz trägt. Außerdem ist er in dessen jüngere Schwester Kari verliebt und daher oft eifersüchtig auf T.K., der sich mit ihr gut versteht. Seine ältere siebzehnjährige Schwester Jun Motomiya ist verliebt in T.K.s älteren Bruder Matt. Er ist mutig und hat einen starken Willen, oft aber auch übermütig und streitlustig. Als einziger Digiritter hat er keinen großen Traum, sondern ist beinahe wunschlos glücklich. Sein Digimon, das kleine blaue drachenartige Digimon Veemon besitzt einen ähnlichen Charakter wie er, ist übermütig und hält zu seinem Partner. Er besitzt die Digi-Armor-Eier des Mutes und der Freundschaft, und vorübergehend auch das goldene Digi-Armor-Ei des Wunders.
Yolei Inoue (井ノ上 京, Inoue Miyako)
Die zwölfjährige Yolei ist die älteste aus der Gruppe. In ihrer Familie ist sie das jüngste von vier Kindern. Ihre Eltern haben einen Nachbarschaftsladen namens „Ai-Mart“, in dem die Digiritter häufig Verpflegung einkaufen. Neben ihrer Begeisterung für Technik ist sie geschickt im Umgang mit Computern. Sie ist neugierig, wagemutig und temperamentvoll, aber auch ungeduldig und emotional. Ihr Partner, das Vogel-Digimon Hawkmon ist höflich, gelassen und sehr gesprächig. Sie ist die Besitzerin der Digi-Armor-Eier der Liebe und der Aufrichtigkeit.
Cody Hida (火田 伊織, Hida Iori)
Mit neun Jahren ist Cody der jüngste der Digiritter. Nach dem Tod seines Vaters Hiroki Hida lebt er bei seiner Mutter Kotomi Hida und seinem Großvater, dem Kendomeister Chikara Hida. Bei letzterem sucht er oft Rat in schwierigen Situationen. Er ist intelligent, höflich, neugierig und übt oft Kritik an anderen aber auch sich selbst. Er führt oft Selbstgespräche und sucht für alles logische Gründe, muss aber feststellen, dass es nicht immer welche gibt. Sein Partner, das Säugetier-Digimon Armadillomon, ist naiv und gelassen. Er besitzt die Digi-Armor-Eier des Wissens und der Zuverlässigkeit.
T.K. Takaishi (高石タケル, Takaishi Takeru)
T.K. gehörte bereits zu jenen Digirittern, die bereits drei Jahre zuvor in der Digiwelt waren. Er ist inzwischen elf Jahre alt und lebt bei seiner Mutter Natsuko Takaishi. Kurz vor Schuljahresbeginn ziehen beide von Setagaya nach Odaiba um. Er ist besonnen, spricht sehr gehoben und wirkt im Gegensatz zu seinen Freunden sehr erfahren und weise. Allerdings hat er aufgrund seiner früheren Erlebnisse in der Digiwelt eine starke Abneigung gegen alles Böse, die sich gelegentlich in Wutausbrüchen manifestiert. Sein Digimon Patamon ist recht kindisch, neugierig, aber auch mitfühlend. Beide halten sich in Kämpfen eher zurück. T.K. besitzt das Digi-Armor-Ei der Hoffnung.
Kari Yagami (八神ヒカリ, Yagami Hikari)
Kari gehörte wie T.K. zu jenen Digirittern, die bereits drei Jahre zuvor in der Digiwelt waren. Das nun elfjährige Mädchen ist gutmütig, emotional und fürsorglich, verliert aber in ausweglosen Situation auch schnell den Mut. Ihr Digimon, das heilige Tierdigimon Gatomon ist sehr launisch, gerissen, aber auch selbstbewusst und entschlossen. Kari besitzt das Digi-Armor-Ei des Lichts.
Ken Ichijōji (一乗寺 賢, Ichijōji Ken)
Der elfjährige Ken kämpft in der ersten Hälfte der Staffel noch als Digimon-Kaiser gegen die Digiritter. Nachdem er aber begreift, dass Digimon Lebewesen sind und leiden können, wird er geläutert und will seine Schuld begleichen. Er ist intelligent, freundlich und ruhig. Anfangs ist er ein Einzelgänger, später schließt er sich jedoch den Digirittern an. Sein Partner, das larvenartige Wormmon ist feinfühlig und liebt Ken über alles. Ken ist der Träger des Wappens der Freundlichkeit, welches einst von Finsternis umhüllt war und vorläufig von den vier heiligen Tieren in das goldene Digi-Armor-Ei des Wunders verwandelt wurde. In der Serie besitzt er kein Digi-Armor-Ei.

## Veröffentlichung
Die Fortsetzung der Serie Digimon wurde im Jahr 2000 vom japanischen Animationsstudio Tōei Animation produziert. Hiroyuki Kakudou fungierte im Anime als Regisseur. Das Charakter-Design entwarfen Akiyoshi Hongo und Katsuyoshi Nakatsuru. Die künstlerische Leitung übernahm Yukiko Iijima. Der Anime lief in Japan vom 2. April 2000 bis zum 25. März 2001 Sonntagmorgens erstmals auf dem Sender Fuji Television. Digimon 02 übernahm am 2. April 2000 den Sendeplatz der vorigen Serie Digimon und wurde am 1. April 2001 von der dritten Serie Digimon Tamers abgelöst. Ausgestrahlt wurden die 50 Episoden in Japan im NTSC-Standard. Digimon 02 wurde vom 13. Oktober 2000 bis zum 14. September 2001 als Verleihversion und vom 21. Januar bis zum 7. Dezember 2001 als Kaufversion von Tōei Video auf zwölf VHS-Kassetten und zwölf Einzel-DVDs veröffentlicht. Wegen der hohen Nachfrage folgte eine Wiederveröffentlichung am 22. Dezember 2006 als Staffelbox, das neun DVDs umfasst und ¥52500 kostet.
In den Vereinigten Staaten begann die englischsprachige Erstausstrahlung am 19. August 2000 und endete am 19. Mai 2001. Gesendet wurde die Serie auf dem Kindersender Fox Kids. Die US-Ausstrahlungsrechte wurden später von ABC Family und Toon Disney erworben. Ausgestrahlt wurde die Serie in Nordamerika im NTSC-Verfahren.
Weitere Ausstrahlungen auf Englisch folgten auf YTV (Kanada), Animax Asia (Asien), Network Ten (Australien), TV2 (Neuseeland), Fox Kids UK (Vereinigtes Königreich) und RTÉ Two (Irland).
TF1, Jetix France (Frankreich) und Télétoon (Kanada) strahlten die Serie auf Französisch aus.
Außerdem wurde der Anime in Lateinamerika, Portugal (Sociedade Independente de Comunicação), Spanien (TVE-2), Italien (Rai Due) und den Niederlanden in Landessprache gesendet. In Serbien (RTV Pink), Bosnien und Herzegowina (Televizija OBN), im mittleren Osten (Spacetoon), Ungarn (Viasat 3), Österreich, der Schweiz, Schweden (TV3), Finnland (Nelonen), Südkorea (Korean Broadcasting System), Taiwan, Hongkong, Südafrika, Malaysia (Natseven TV Sdn Bhd), Indonesien (Indosiar), Thailand (Modernine TV), Singapur (MediaCorp TV) und auf den Philippinen (ABS-CBN) erfolgten ebenfalls Ausstrahlungen.
Die deutschsprachige Erstausstrahlung lief in Deutschland vom 1. März bis zum 11. Mai 2001. Die Serie wurde unter dem Titel Digimon 02 Montag- bis Freitagnachmittag auf dem Privatsender RTL II ausgestrahlt. Später sendeten auch Fox Kids Germany und Tele 5 den Anime. Ausgestrahlt wurde die Fernsehserie im deutschsprachigen Raum im PAL-Standard.

### DVD-Veröffentlichung
KSM-Anime veröffentlichte nach der ersten Digimon-Staffel seit November 2016 auch die zweite Staffel auf einer DVD-Box, aufgeteilt in drei Volumes. Box eins (erschienen am 7. November 2016) beinhaltet die ersten 17 Episoden. Im Januar und März 2017 folgten die letzten zwei Volumes. Die DVDs sind mit Wendecovern ausgestattet, bieten aber nur die deutsche Synchronisation. Als „Extras“ listet der Publisher verschiedene Anime-Trailer und eine Bildergalerie auf.

### Veränderungen in den internationalen Ausstrahlungen
Die Serie wurde in verschiedenen Teilen Asiens, Amerikas, Ozeaniens und Europas unterschiedlich stark an die verschiedenen Fernsehlandschaften und Zensurstandards angepasst.
Bei der US-amerikanischen Fassung wurden seitens des ehemaligen Synchronstudios Saban Entertainment viele der japanischen Namen anglisiert oder in westliche Spitznamen abgekürzt. Szenen, die Gewalt enthielten, zu sehr an japanische Verhältnisse angepasst waren, oder als unbedeutend erschienen wurden geschnitten und Dialoge und Bezeichnungen verändert. Des Weiteren wurde die originale Hintergrundmusik entfernt und durch Eigenkompositionen ausgetauscht.
Bei der Umsetzung der deutschsprachigen Fassung orientierte man sich nach der original japanischen Vorlage. Hierbei wurden weder Dialoge noch Szenen bearbeitet. Jedoch mussten die anglisierten Namen aus Vermarktungsgründen übernommen werden, welche vom Münchener Lizenzgeber CTM Concept - TV & Merchandising vorgegeben wurden.

### Synchronisation
Die deutsche Fassung der Fernsehserie wurde im Auftrag von RTL II von den Berliner Ateliers der MME Studios GmbH mit deutschsprachigen Dialogen versehen.
| Rolle (jp./dt.)                   | Japanischer Sprecher (Seiyū)                          | Deutscher Sprecher                              |
| --------------------------------- | ----------------------------------------------------- | ----------------------------------------------- |
| Daisuke Motomiya / Davis Motomiya | Reiko Kiuchi                                          | Fabian Hollwitz                                 |
| Miyako Inoue / Yolei Inoue        | Rio Natsuki                                           | Julia Ziffer                                    |
| Iori Hida / Cody Hida             | Megumi Urawa                                          | Carsten Otto                                    |
| Takeru Takaishi / T.K. Takaishi   | Taisuke Yamamoto (Gegenwart) Hiroaki Hirata (Zukunft) | Nicolás Artajo (Gegenwart) Kim Hasper (Zukunft) |
| Hikari Yagami / Kari Yagami       | Kae Araki                                             | Marie-Luise Schramm                             |
| Ken Ichijōji                      | Romi Park                                             | Timmo Niesner                                   |
| V-mon / Veemon                    | Junko Noda                                            | Michael Bauer                                   |
| Hawkmon                           | Kōichi Tōchika                                        | Frank-Otto Schenk                               |
| Armadimon / Armadillomon          | Megumi Urawa                                          | Dirk Müller                                     |
| Patamon                           | Miwa Matsumoto                                        | Hans Hohlbein                                   |
| Tailmon / Gatomon                 | Yuka Tokumitsu                                        | Katrin Zimmermann                               |
| Wormmon                           | Naozumi Takahashi                                     | Karlo Hackenberger                              |
| Taichi Yagami / Tai Yagami        | Toshiko Fujita                                        | Florian Knorn                                   |
| Yamato Ishida / Matt Ishida       | Yūto Kazama                                           | Robin Kahnmeyer                                 |
| Sora Takenouchi                   | Yūko Mizutani                                         | Sonja Spuhl                                     |
| Kōshirō Izumi / Izzy Izumi        | Umi Tenjin                                            | Hannes Maurer                                   |
| Mimi Tachikawa                    | Ai Maeda                                              | Giuliana Jakobeit                               |
| Jō Kido / Joe Kido                | Masami Kikuchi                                        | Marius Clarén                                   |
| Agumon                            | Chika Sakamoto                                        | Gerald Schaale                                  |
| Gabumon                           | Mayumi Yamaguchi                                      | Julien Haggége                                  |
| Piyomon / Biyomon                 | Katori Shigematsu                                     | Daniela Reidies                                 |
| Tentomon                          | Takahiro Sakurai                                      | Joachim Kaps                                    |
| Palmon                            | Kinoko Yamada                                         | Gabriele Schramm-Philipp                        |
| Gomamon                           | Junko Takeuchi                                        | Rainer Fritzsche                                |
| Gennai                            | Jōji Yanami (alt) Hiroaki Hirata (jung)               | Gerd Holtenau (alt) Frank Schröder (jung)       |
| Qinglongmon / Azulongmon          | Jūrōta Kosugi                                         | Helmut Krauss                                   |
| Archnemon / Arukenimon            | Wakana Yamazaki                                       | Heike Schroetter                                |
| Mummymon                          | Toshiyuki Morikawa                                    | Uwe Büschken                                    |
| BlackWarGreymon                   | Nobuyuki Hiyama                                       | Axel Lutter                                     |
| LadyDevimon                       | Ai Nagano                                             | Christin Marquitan                              |
| SkullSatamon                      | Takahiro Sakurai                                      | Jörg Döring                                     |
| Demon / Deemon                    | Masami Kikuchi                                        | Elmar Gutmann                                   |
| Yukio Oikawa                      | Toshiyuki Morikawa                                    | Reinhard Kuhnert                                |
| BelialVamdemon / MaloMyotismon    | Toshiyuki Morikawa                                    | Bernd Schramm                                   |
| Erzähler                          | Hiroaki Hirata                                        | Kim Hasper                                      |

### Musik
Die Musik zur Fernsehserie wurde von Takanori Arisawa komponiert.
Für den Vorspann der Serie wurde eine 93-sekündige Version des Vorspanntitels Target ~Akai Shōgeki~ (ターゲット〜赤い衝撃〜) von Kōji Wada produziert. Komposition und Arrangement stammten von Michihiko Ōta. Die dazugehörige Lyrik schrieb Yū Matsuki.
Ebenso wurden für den Abspann zwei etwa 85-sekündige Versionen der Lieder, welche von Ai Maeda alias AiM gesungen wurden, produziert. Diese sind Ashita wa Atashi no Kaze ga Fuku (アシタハアタシノカゼガフク) und Itsumo Itsudemo (いつもいつでも). Ashita wa Atashi no Kaze ga Fuku wurde von MIZUKI komponiert und von Cheru Watanabe arrangiert. Den Text zum Lied schrieb Noriko Miura. Die Musik zu Itsumo Itsudemo stammt von Akira Shirakawa, das Arrangement von Michihiko Ōta und der Text dazu von Yū Matsuki.
Außerdem wurden während einiger Episoden folgende Lieder gespielt:
- Break up! – gesungen von Ayumi Miyazaki, Liedtext von Hiroshi Yamada, Musik und Arrangement von Michihiko Ōta
- Boku wa Boku Datte (僕は僕だって) – gesungen von Kōji Wada, Liedtext von Yū Matsuki, Musik von Hidenori Chiwata, arrangiert von Cheru Watanabe
- Now is the time!! – gesungen von AiM, Liedtext von 1171, Musik und Arrangement von Cheru Watanabe
- Beat Hit! – gesungen von Ayumi Miyazaki, Liedtext von Hiroshi Yamada, Musik und Arrangement von Michihiko Ōta

Für die deutsche Umsetzung des Intros, dass den Titel Ich werde da sein trägt und von Frank Schindel interpretiert wurde, wurde die Musik des original japanischen Vorspanns übernommen. Den Text dazu stammt von Andy Knote.
Weitere deutschsprachige Versionen von japanischen Liedern wurden ebenfalls für die deutsche Ausstrahlung verwendet:
- Wir drehn auf – gesungen von Fred Roettcher, Liedtext von Andy Knote & Henk Flemming – (Break up!)
- Superstar – gesungen von Noel Pix, Liedtext von Andy Knote & Henk Flemming – (Boku wa Boku Datte)
- Jetzt oder nie – gesungen von Petra Scheeser, Liedtext von Andy Knote & Henk Flemming – (Now is the time!!)
- Jetzt ist es soweit – gesungen von Fred Roettcher, Liedtext von Andy Knote & Henk Flemming – (Beat Hit!)

## Adaptionen

### Kinofilme
Tōei Animation produzierte zwischen 2000 und 2023 zu der Serie drei Kinofilme. Diese Geschichten spielen im gleichen Universum der ersten zwei Digimon-Serien.
Digimon Hurricane Jōriku!! / Chōzetsu Shinka!! Ōgon no Digimental
Dieser zweiteilige Film hat eine Gesamtlänge von etwa 65 Minuten und kam am 8. Juli 2000 in Japan in die Kinos.
Diablomon no Gyakushū
Dieser Film wurde ab dem 3. März 2001 in den japanischen Kinos gezeigt und hat eine Länge von 30 Minuten. Die Handlung dreht sich um den Kampf gegen Diaboromon, der bereits im Film Digimon Adventure: Bokura no War Game! auftrat. Neben den Hauptcharakteren von Digimon 02 spielen auch Tai und Matt aus der ersten Serie eine wichtige Rolle.
The Beginning
Dieser Film spielt im Jahr 2012 und erzählt die Geschichte von Rui Ōwada, der im Jahr 1996 nach eigenen Angaben als erster Mensch einen Digimon-Partner erhielt und diesen Jahre später wieder verloren hat. Die Protagonisten der zweiten Staffel spielen ebenfalls wieder in Hauptrollen mit, ebenso werden in kurzen Einblendungen unter anderem Tai und Izzy gezeigt. Der Film kam am 27. Oktober 2023 in Japan in die Kinos und wurde am selben Tag mit deutschen Untertiteln in Kinos im deutschsprachigen Raum gezeigt.

### Hörspiele
In Japan wurden vier Hörspiele zur Serie auf CD veröffentlicht, die teilweise als Kanon angesehen werden. Diese tragen die Titel Michi e no Armor Shinka, Ishida Yamato Tegami ~Letter~, Natsu e no Tobira und Digimon Adventure 02 Original Story 2003nen -Haru-.
Michi e no Armor Shinka
Dieses Hörspiel (Code: NECA-30031) spielt am Valentinstag 2003. Es beginnt zunächst mit Daisuke, der sein Image zu ändern versucht, indem er verschiedene auserwählte Kinder nachahmt, um bei den Mädchen Gefallen zu finden. Hikari, Sora und Mimi werden entführt vom kybernetischen Mega-Level Digimon Boltmon, welches einfach ein „Herz“ haben möchte. Das mutantenähnliche Pukumon, auch ein Mega-Level-Digimon, nutzt dieses aus, um seinen Plan, die Digiritter zu vernichten, in die Tat umzusetzen. Puttimon (Wormmons offizielles Armor-Level) kann aber gut auf Boltmon zureden. Anschließend stellen sich die auserwählten Kinder Pukumon, dem führenden Kopf, zum Kampf. Jō prallt dabei auf die Gruppe. Die Digi-Terminals werden verwechselt, was zur Folge hat, dass die Digiritter die falschen Digiarmoreier anwenden und ihre Digimonpartner sich zu neuen Armor-Level-Digimon entwickeln. Es gelingt ihnen letztendlich Pukumon zu besiegen.
Die Geschichte besteht aus den fünf Teilen Daisuke no Valentine Daisakusen, Heart Gōtō, Kodomotachi ni Dekiru Koto, Daisuke, Ankoku Shinka!, Dotō no Armor Shinka.
Ishida Yamato Tegami ~Letter~
In diesem Hörspiel (Code: NECA-30032) erhält Yamato zu Anfang einen gesprochenen Brief auf einem Tonband von einem Mädchen. Diese hat eine Augenkrankheit und zweifelt, ob sie sich einer Operation unterziehen lassen soll. Sollte der chirurgische Eingriff nämlich nicht erfolgreich verlaufen, könnte sie danach für immer blind sein. Mit dem für sie komponierten Lied Tobira DOOR macht Yamato ihr Mut und so entschließt sie sich tapfer zu sein und sich behandeln zu lassen.
Die Geschichte besteht aus den neun Teilen 1tsuume no Tegami, Umi, Surfer, Kanojo, Kakigooriya no Oyaji, Kanojo 2, Onkyou Sakurada, Kisensha T-34 und 2tsuume no Tegami.
Natsu e no Tobira
Dieses Hörspiel (Code: NECA-30045) spielt im Sommer 2003. Daisuke und Chibimon (DemiVeemon) treffen sich mit Mimi, Wallace (Willis) und Gumimon in New York. Doch plötzlich wird es ungewohnt winterlich und die Stadt wirkt wie ausgestorben. Die Kinder hören eine Stimme und sehen Leuchtkäfer, bevor sie einem namenlosen Mädchen begegnen. Daisuke gibt ihr den Namen „Nat-chan“. Nat-chan entwickelt dabei Gefühle für Daisuke. Die Gruppe ahnt aber nicht, dass sie in Wirklichkeit ein riesiges mit Klauen bewaffnetes Digimon ist. Sie vollführt ihre Verwandlung mit Hilfe der Leuchtkäfer. Diese Leuchtkäfer stellen sich als Schaltkreise heraus, welche ihre Daten „verunstaltet“ haben. Daisuke wird bewusst, dass Nat-chan einsam war und lediglich ein auserwähltes Kind zum Partner haben wollte. Nat-chan stirbt und kehrt als DigiEi zurück. Daisuke und die anderen nehmen es auf sich Nat-chans wahren Partner zu finden.
Wallace und Mimi geben zu verstehen, dass der plötzliche Wintereinbruch durch Daisukes Herz hervorgerufen wurde, weil dieses zum einen durch das Ausscheiden in einem Fußball-Bezirksturnier und zum anderen durch die unerwiderte Liebe zu Hikari, unglücklich war.
Die Geschichte besteht aus den fünf Teilen Ichinenburi no Saikai, Shōjo to no Deai, Yuki no New York, Data Chip und Natsu e no Tobira.
Dieses Hörspiel ist nirgends in die Kontinuität der Fernsehserie zuzuordnen, weil es ein Jahr nach Digimon Adventure 02 – Zenpen: Digimon Hurricane Jūriku – Kōhen: Chōsetsu Shinka!! Ōgon no Digimental stattfindet.
Digimon Adventure 02 Original Story 2003nen -Haru-
Dieses Hörspiel (Code: NECA-30082) enthält mehrere Kurzgeschichten mit einzelnen Charakteren, die ihre weitere Entwicklung nach der Handlung der Serie zeigt.
In Goggle denkt Daisuke über die Fliegerbrille nach, die Taichi ihm damals übergab, was diese darstellt und was einen guten Anführer ausmacht.
In Keyboard o Uchi Nagara hat Takeru angefangen, seine Abenteuer in der digitalen Welt niederzuschreiben. In einigen Geschichten offenbart er nicht nur seine Gefühle, sondern bringt auch seine Erfahrungen als Digiritter zum Ausdruck. Später wird gesagt, dass die Veröffentlichung von Takerus Denkschrift so lange hinausgezögert wurde, bis dieser fähig war, sachlich zu schreiben.
In Ohakamairi besucht Iori mit Armadimon das Grab seines verstorbenen Vaters Hiroki Hida. Sie reden über die Opfer, welche Yukio Oikawa und die anderen gebracht haben. Iori gibt sich das Versprechen, herauszufinden, warum böse Mächte versuchen, Leute für ihre Zwecke zu beeinflussen.
In Chūgakusei ni Narimashita spricht Miyako über einschneidende Veränderungen in ihrem Leben bzw. über ihren Übergang von der Grundschule in die Mittelschule, ihre Versuche, eine Musikgruppe zu gründen, ihre stärker werdenden Gefühle für Ken und ihre neue Leidenschaft für Schwarztee.
In Haru no Hizashi schwelgt Ken in Erinnerungen an seinen verstorbenen älteren Bruder Osamu Ichijōji, die Fehler aus seiner Vergangenheit und wie glücklich und dankbar er jetzt ist.
In Hikari no Partner Nyuumon Kouza hat Hikari damit begonnen, ein Video für eine Klasse aufzuzeichnen, welches neue auserwählten Kindern beibringt, wie sie als gute Partner ihren Digimon gegenüber richtig handeln und sich verhalten sollen. Außerdem redet sie über ihre Erfahrungen mit Tailmon und der Digiwelt. Kurz vor dem Ende dieser Geschichte wird erklärt, dass Daisukes große Schwester Jun Motomiya, zusammen mit Miyakos zwei älteren Schwestern Momoe und Chizuru Inoue und Jōs älteren Bruder Shū Kido nun zu Digirittern auserkoren wurden, und dass sie Unterstützung in der digitalen Welt benötigen. Hikari und die anderen brechen anschließend auf, um den Neulingen in ihren Abenteuern zu unterstützen. Es stellt sich später heraus, dass Hikaris Aufzeichnung sich erstaunlicherweise als nützlich erweist.

### Soundtracks
Unter dem Label King Records erschienen in Japan am 5. Juli 2000 und am 24. Januar 2001 die zwei Soundtrack-CDs Digimon Adventure 02 Uta to Ongaku Shū Ver.1 (Code: NECA-30024) und Digimon Adventure 02 Uta to Ongaku Shū Ver.2 (Code: NECA-30030), welche die Hintergrundmusik aus dem Anime enthalten. Darüber hinaus gibt es auch von den Seiyū gesungene Charakter-Songs, die neben den Vor- und Abspännen der Fernsehserie als Single-CDs und Alben verkauft werden. Produziert wurden diese CD-Veröffentlichungen von der ehemaligen NEC-Tochtergesellschaft NEC Interchannel.
Im deutschsprachigen Raum erschien eine Soundtrack-CD Digimon – TV-Soundtrack Vol. 2. Dieses am 27. April 2001 veröffentlichte Album beinhaltet auch einige eigens produzierte Lieder und wurde durch CTM Concept - TV & Merchandising lizenziert und von BMG Ariola, heute Sony BMG, vertrieben. Produktionsstudio sind die TOYCO Studios, produziert wurden die enthaltenen Stücke von Andy Knote.

### Manhua
Yuen Wong Yu zeichnete eine Manhua-Adaption zur Fernsehserie. Die Reihe umfasst zwei Bände. Die Geschichten sind im Vergleich zum Anime allerdings stark verkürzt, obwohl Ereignisse in seltenen Fällen anders ausgehen.
Der Hongkonger Verlag Rightman Publishing veröffentlichte beide Sammelbände einzeln am 31. Dezember 2001 und am 26. Februar 2002 auf Kantonesisch in traditionellen chinesischen Schriftzeichen.
Die erste englischsprachige Fassung wurde von Chuang Yi Publishing, dessen Sitz in Singapur liegt, für den südostasiatischen Raum publiziert.
Zwischen Dezember 2003 und Februar 2004 brachte der US-amerikanische Verlag Tokyopop ihre von Lianne Sentar übersetzte englische Version unter dem Titel Digimon Zero Two auf dem nordamerikanischen Markt heraus.